# Halechiniscus greveni
Halechiniscus greveni är en djurart som tillhör fylumet trögkrypare, och som beskrevs av Jeanne Renaud-Mornant och Deroux 1976. Halechiniscus greveni ingår i släktet Halechiniscus och familjen Halechiniscidae. Inga underarter finns listade i Catalogue of Life.